# トレマタスピス
トレマタスピス（Tremataspis）は、シルル紀後期に生息していた魚類の仲間。全長約10センチメートル。アランダスピス同様、胸鰭などがなく、あまり上手くは泳げなかった。